# Gog (DC Comics)
Gog è il nome di diversi personaggi immaginari dei fumetti pubblicati dalla DC Comics. La prima versione comparve in New Year's Evil: Gog n. 1 (febbraio 1998), e fu creata da Mark Waid e Jerry Ordway.

## Biografia del personaggio

### The Kingdom
La prima versione di Gog era nota come William, il solo sopravvissuto di un disastro avvenuto in Kansas che fu causato dalla morte di Capitan Atomo a causa del Parassita durante una battaglia con la Justice League, e che divenne un credente di Superman come salvatore, addirittura fondando una chiesa dedicata alla sua filosofia tentando di giustificare il cataclisma che ebbe luogo, credendo che fosse volontà di Superman che la Terra venisse punita per averlo abbandonato. Un giorno, Superman lo visitò e gli disse che lui non era quell'essere onnipotente e perfetto che William pensava che fosse, infrangendo il modo di vedere il mondo del ragazzo e squilibrandolo mentalmente. Quando la Quintessenza (Shazam, Ganthet, Zeus, l'Altopadre e lo Straniero Fantasma) lo investirono di una porzione del loro vasto potere, William, ora noto come Gog, impazzì e incolpò Superman della sua sfortuna, credendolo ora l'Anti-Cristo che permise il disastro in Kansas al fine di riprendere il posto che aveva nel mondo.
Utilizzando i suoi nuovi poteri, Gog uccise Superman. Insoddisfatto di questa vittoria, Gog viaggiò indietro nel tempo di 24 ore, trovò Superman, e lo uccise di nuovo, ripetendo questa azione più e più volte, andando sempre più indietro ogni volta, e ogni volta variando il modus operandi di assassinio e assorbendo sempre un potere diverso di Superman. Quando arrivò al giorno in cui nacque il figlio di Superman e Wonder Woman, l'intera Justice League tentò di fermarlo, ma fallì, infatti Gog rapì il bambino, decidendo di andare nel passato e scatenare lui il disastro in Kansas quasi vent'anni prima, e disegnando il simbolo di Superman sull'intera campagna.
Le azioni di Gog lo esposero all'esistenza dell'Ipertempo, un costrutto immaginario simile al Multiverso nelle storie pre-Crisi. Senza saperlo, Gog passò in una linea temporale alternativa ogni volta che viaggiò indietro nel tempo, effettivamente uccidendo un Superman diverso ogni volta. Come risultato, lo Straniero Fantasma fu costretto a reclutare Rip Hunter dei Linear Men, l'unica altra persona a conoscenza dell'Ipertempo, nel tentativo di preservarne il segreto, mentre gli altri membri della Quintessenza decisero di rifiutare di fermare Gog per loro motivi personali.
Rip Hunter, rifiutando di credere alle affermazioni degli altri Linear Men secondo cui viaggiare indietro nel tempo avrebbe distrutto la realtà di Kingdom Come, reclutò Superman, Batman, Wonder Woman, Kid Flash III (la figlia di Wally West), Offspring (il figlio di Plastic Man), Nightstar (figlia di Nightwing e Starfire) e Ibn al Xu'ffasch (il figlio di Batman e Talia al Ghul) dalla realtà di Kingdom Come, insieme a Superman, Batman e Wonder Woman del presente per battersi con Gog, attirandolo nel "Planet Krypton" di Booster Gold, un ristorante a tema supereroico che fu riempito di artefatti di varie realtà prima che Hunter vi si trasferisse fuori dal tempo per limitare le perdite tra i civili. Con l'arsenale disponibile, gli eroi riuscirono a ferire Gog, e Batman utilizzò il proiettore della Zona Fantasma per inviarvi parzialmente Gog, cicatrizzandolo gravemente mentre gli altri eroi si armavano. Gog passò al contrattacco, mettendo fuori gioco gli eroi mentre lui invece collassava in uno stato di indebolimento. Incapace di rispondere all'attacco, il Superman del presente viene convinto a rialzarsi dalla Wonder Woman del futuro, che gli raccontò della distruzione del Kansas, di come accadde a causa della sua decisione di abbandonare la lotta per la verità e la giustizia dopo la morte di Lois Lane. Rifiutandosi di permettere che questi eventi potessero accadere al suo futuro, Superman caricò su Gog, ed entrambi e chiunque con loro fu inviato nel ristorante nell'Ipertempo, permettendo così ad Hunter di preservare la realtà di Kingdom Come. Gog fu quindi riportato al futuro da Rip Hunter e dalle versioni future di Superman, Batman e Wonder Woman, che domandarono alla Quintessenza di farlo ritornare alla persona che era.

### Nel nome di Gog
Una seconda versione di Gog con origini diverse comparve numerosi anni dopo nella continuità DC. Questa versione di Gog era un sopravvissuto dell'attacco di Imperiex a Topeka, Kansas. Fu salvato da Superman che però non riuscì a salvarne i genitori. Disperato e desideroso di rimettere le cose a posto, Gog crebbe facendo ricerche sul viaggio nel tempo nello sforzo di viaggiare indietro nel tempo e salvare la sua famiglia.
Infine, riuscì a creare una macchina del tempo, ma il suo primo prototipo non fu in grado di tornare sufficientemente indietro. Gog riuscì a raffinare la macchina del tempo nel corso di oltre 200 anni, rendendola più efficace e potente e utilizzando questa tecnologia per darsi da solo dei super poteri. Diede quindi la sua ricerca e la tecnologia avanzata ad una versione più giovane di sé, cosa che gli diede il potere di riscrivere la storia ancora e ancora. Rendendosi conto che non poteva salvare i suoi genitori a causa di un paradosso temporale (la morte dei suoi genitori fu la causa scatenante della creazione dei suoi poteri) il suo desiderio crebbe dal voler salvare i suoi genitori a punire Superman per la loro morte.
Il Gog del presente attaccò Superman quando Doomsday fece ritorno sulla Terra con una nuova ritrovata sensibilità e che cominciò a scoprire le emozioni durante la sua infuriata. Doomsday giunse per vedere Superman sull'orlo della morte dopo essere stato battuto da un'armata di Gogs. Doomsday saltò in difesa di Superman proprio nel momento in cui Gog stava per ucciderlo, ma il suo tentativo fallì quando Gog riuscì ad ucciderlo.
Durante i successivi duecento anni, Doomsday guidò un'armata contro Gog in nome di Superman. Questo futuro fu cancellato quando fu rivelato che Gog non uccise veramente Superman ma lo tenne invece prigioniero e costantemente circondato dalla kryptonite.
Gog offrì a Superman la possibilità di andare indietro nel tempo e ucciderlo. L'eroe invece gli dimostrò l'errore dei suoi modi quando Doomsday fece irruzione e salvò Superman. Quindi Gog offrì a Doomsday la possibilità di andare indietro nel tempo e cancellare questo futuro al costo di ritornare ai suoi modi criminosi, cosa che egli accettò. Nel presente, il giorno stesso Gog teletrasportò via Doomsday per motivi sconosciuti.

### Thy Kingdom Come
Una terza versione di Gog comparve recentemente nella serie Justice Society of America. Nel nuovo Multiverso, gli eventi della serie limitata Kingdom Come ebbero luogo su Terra-22. La versione di Superman di quel mondo giunse su Nuova Terra dopo la distruzione di Terra-22 e Gog comparve poco dopo il suo arrivo. Gog massacrò orribilmente i criminali metaumani che affermavano di essere degli dei colpendoli e lasciando dei fori sui loro toraci disintegrandone il cuore. Alcune di queste uccisioni inclusero i criminali Goth e Chroma e un gruppo di esseri che si auto definirono i Nuovi Olimpici. Infinity Man ed Ercole furono tra i pochissimi che sopravvissero al massacro. Dopo aver affrontato Infinity Man, attaccò Sandman che lo stava spiando, prima di occuparsi della Justice Society.
Questa versione di Gog era un prete di nome William Matthews che ricevette i suoi poteri da una cittadella sotterranea africana che gli diede il nome in codice di Gog, nome dell'ultimo dio sopravvissuto del Secondo Mondo. Affermò anche che Superman di Terra-22 lasciò che il Kansas morisse, e implicò numerose volte di essere una versione retcon-nessa del personaggio che comparve nella storia "Nel nome di Gog", ma le sue origini erano diverse a causa degli eventi avvenuti in Crisi infinita. Quando la Justice Society lo seguì alla cittadella, il suo corpo fu assorbito da un volto di pietra su un muro. Il volto di pietra si alzò, diventando un enorme uomo di pietra ricoperto d'oro che affermava di essere l'unico vero Gog.
Questo Gog, cronologicamente il primo, era un esiliato del "Secondo Mondo" che non volle prendere una posizione nella battaglia finale dei Vecchi Dei e fu bandito come risultato. Quindi si immerse nel Bleed e viaggiò attraverso vari universi alternativi fino a giungere su Nuova Terra. Inerta, la sua volontà indugiò nella lava e nella pietra. Una tribù locale costruì un'asta con i suoi resti, permettendo all'utilizzatore di incanalare l'energia di Gog. L'asta fu quindi ritrovata da William Matthews che reclamò il nome di Gog.
Dopo essere ritornato in vita, Gog affermò che Matthews non era il suo servo e che impazzì a causa delle visioni del Multiverso, incluse le visioni degli eventi di Terra-22.
Questa versione di Gog mostrò una personalità allegra, infantile e pacifica. Affermò di essere "felice di essere vivo" e costretto a "rimettere le cose a posto". Salvò il villaggio africano vicino alla sua cittadella dagli effetti di una contaminazione tossica della lava che conteneva la sua essenza e guarì il volto sfigurato di Damage in risposta al suo scetticismo. Quindi mise Sandman in un sonno beato e pieno di sogni per ventiquattro ore, curò Starman dalla schizofrenia, ridiede la vista a Dottor Mid-Nite, e inviò Power Girl a "casa". Quindi, Gog sentì i rumori di una guerra in corso lì vicino e decise di fermarla. Trovando un piccolo villaggio sotto attacco di una milizia malvagia, Gog tramutò i soldati in alberi. Durante il conflitto, Lance, una delle nuove reclute della JSA, venne colpito dal lancio di un razzo e ucciso. Gog lo riportò in vita, rimpiazzando le braccia rovinate con la sua armatura dorata e rinominandolo "Magog".
Più avanti, l'intenzione di Gog era di spostarsi medio-oriente e punire i guerrafondai che si trovavano lì nello stesso modo in cui la milizia divise in due la JSA, dove Hawkman, Magog, Damage, Wildcat (Tom Bronson), Amazing-Man, Judomaster e Cittadino Acciaio furono dalla parte di Gog. Come il Dio della Bibbia, chiese di riposarsi il sesto giorno, inviando alcuni dei suoi seguaci in America a predicare il suo verbo.
Dopo di ciò, li radunò di nuovo, chiedendo loro allegramente di inginocchiarsi e adorarlo mentre portava un nuovo mondo. Arrivò il resto della JSA, dopo aver saputo da Sandman che Gog si stava fondendo con la Terra, e se vi fosse restato per un giorno in più, la Terra sarebbe morta se lui se ne fosse andato, lasciando gli eroi con l'unica opzione di ucciderlo e di separare la sua testa dalla Terra. Hawkman e il resto della JSA che seguiva Gog cercarono di proteggerlo, finché non videro il suo tentativo di tramutare Jay Garrick in un fulmine. Tutti i seguaci di Gog gli si ribellarono ed egli punì la JSA portando via i "doni" che aveva dato loro fino al massimo grado (Cittadino Acciaio sentiva dolore in tutti i suoi nervi e Starman non poteva essere curato della sua pazzia). Anche Magog si ribellò, per cui anche la benedizione su di lui svanì. Infine, la JSA riuscì a rovesciare Gog e rimuovere la sua testa. Superman di Terra-22 e Starman portarono la testa al Muro della Fonte, incorporandola lì per l'eternità. Gog quindi accusò Superman di essere ciò che lui accusava Gog di essere.

## Poteri e abilità
La prima versione di Gog utilizzava un'asta cosmica - imbevuta dei poteri della Quintessenza - come arma iniziale per poi utilizzare un trucco imparato dall'Amazo del 2020 che gli permetteva di assorbire i poteri di tutti i Superman che uccideva. Le sue abilità inclusero il viaggio nel tempo a volontà, sensi estremamente affinati, velocità sufficiente a individuare Flash, forza super umana considerevolmente maggiore di quella di Superman e una prodigiosa intelligenza necessaria a sviluppare un numero quasi infinito di modi complicati e inventivi per uccidere Superman.
I poteri del secondo Gog erano basati sulla scienza piuttosto che ad un'asta cosmica o a poteri mistici. Questo Gog possedeva il potere di donare ad altri super umani abilità avanzate attraverso l'uso della kryptonite, donando per esempio forza e abilità di crescita a Repo Man, al fine di battersi con Superboy e indebolire Superman. Era anche in grado di volare, di lanciare colpi energetici, la creazione, attraverso la manipolazione del tempo, di copie infinite di sé e della sua lancia, e il teletrasporto nello spazio e nel tempo.
La terza versione di Gog era in realtà un dio dal Secondo Mondo, Urgrund, il mondo che una volta comprendeva le due metà, Apokolips e Nuova Genesi, del Quarto Mondo. Come tale possiede un'enorme e illimitata quantità di potere cosmico. Tuttavia, scelse di utilizzarli in modo reattivo piuttosto che proattivo, esaudendo "desideri" per "rendere le persone intorno a lui felici". Teoricamente in grado di riformare la realtà a piacimento, si confinò a garantire alle perone i loro desideri più nascosti, spesso senza disturbarsi a consultarli, portando così ad un potenziale contrattempo. Questo Gog mostrò anche una personalità infantile e di strette vedute, guardando il mondo con gioia e stupore, ma capendo chiaramente cosa stava facendo. Faceva tutto ciò al fine di essere adorato dalla gente della Terra in cambio dei suoi doni. Chiunque non lo adorasse sarebbe stato tramutato in albero. Quando la Justice Society lo attaccò, rimosse da tutti loro le benedizioni che aveva donato, anche a coloro che gli furono fedeli, solo per dispetto.

## In altri media

### Figurine
La DC Direct rilasciò una statua di porcellana fredda, dipinta a mano e di media statura della versione di Gog di Kingdom Come nel 1998, basata sui disegni dell'artista Jerry Ordway. La statua fu limitata ad un ammontare di 3000 pezzi soltanto e della misura di 14 cm di altezza, e incluse anche un certificato di autenticità dalla DC Comics.